# Reflections (The Supremes)
Reflections è un album del gruppo musicale femminile R&B statunitense Diana Ross & The Supremes, pubblicato nel 1968 dalla Motown Records.

## Tracce

### Lato A
1. Reflections (Holland-Dozier-Holland)
2. I'm Gonna Make It (I Will Wait For You) (Debbie Dean, Dennis Lussier)
3. Forever Came Today (Holland-Dozier-Holland)
4. I Can't Make It Alone (Holland-Dozier-Holland)
5. In and out of Love (Holland-Dozier-Holland)
6. Bah-Bah-Bah (Brenda Holloway, Patrice Holloway)

### Lato B
1. What The World Needs Now Is Love (Burt Bacharach, Hal David)
2. Up, Up and Away (Jimmy Webb)
3. Love (Makes Me Do Foolish Things) (Holland-Dozier-Holland)
4. Then (Smokey Robinson, Ronald White, Warren Moore)
5. Misery Makes Its Home In My Heart (Smokey Robinson, Warren Moore)
6. Ode To Billie Joe (Bobbie Gentry)

### CD bonus tracks
- Reflections/Going Down for the Third Time (Motown 1111, 1967)
- In And Out Of Love/I'll Guess I'll Always Love You (Motown 1116, 1967)
- Forever Came Today/Time Changes Things (Motown 1122, 1968)

## Classifiche
| Classifica(1968)                | Posizione più alta |
| U.S. Billboard 200              | 8                  |
| U.S. Billboard R&B Albums Chart | 3                  |
| Official Albums Chart           | 30                 |